# 桐山ひとみ
桐山 ひとみ（きりやま ひとみ、戸籍名：中野 ひとみ、1970年10月3日 - ）は、日本の政治家。東京都議会議員（3期）。元西東京市議会議員（5期）。

## 来歴
京都府出身。私立光華女子学園高等学校に入り、新体操部に所属。インターハイに出場し、個人総合4位となる。卒業後は東京女子体育大学に入学し、第15回新体操世界大会選手権に出場、団体総合6位。しかし、肩の故障で新体操を断念。卒業後はNHKテレビ体操のアシスタントを務め、東京都保谷市で体操教室を開いた。
1999年、保谷市議会議員に当選。2001年、田無市との合併に伴い、西東京市が発足、引き続き西東京市議会議員となる。2002年の市議選で民主党から立候補して再選。2006年に三選（民主党）。2010年でも四選（民主党）。2014年で五選（無所属）。西東京市議を5期務め、市議時代に結婚した。
2017年、都民ファーストの会（都ファ）西東京市担当都政改革委員に就任。東京都議会議員選挙において都ファ公認で西東京市選挙区から立候補し、30,650票を得て初当選。
2021年、東京都議会議員選挙において都ファ公認で西東京市選挙区から18,580票を得て再選。
2022年10月、東京都教育委員会が導入する都立高入試へのスピーキングテストに対し、立憲民主党などが同テストの結果を来春の都立高校入試に活用しないよう求める条例案を都議会に提出。都ファは同条例案に反対し、条例案は否決されたが、都ファから桐山ら3名が賛成した。桐山ら3名は会派方針に反したとして都ファから除名処分を受け、新会派ミライ会議を結成した。
2025年の東京都議会議員選挙では、立憲民主党及び東京・生活者ネットワークの推薦を受けて無所属で立候補し、西東京市選挙区から25,679票を得て3選。